# Assedio di Chotyn
L’Assedio di Chotyn fu un'azione bellica combattuta nell'ambito della Guerra russo-turca (1787-1792) tra l'esercito imperiale russo e quello austriaco coalizzati contro quello ottomano che venne assaltato nella fortezza di Chotyn.
Nel maggio del 1788 le truppe austriache al comando del principe di Coburgo, dopo aver sconfitto i turchi a Batushani, si recò a Chotyn per porre assedio alla fortezza locale. Contemporaneamente, nel luglio di quello stesso anno, un'armata russa al comando del generale Pëtr Rumjancev attraversò il fiume Dnestr verso Chotyn ma venne respinta in un primo tempo, salvo poi vincere la battaglia contro i turchi che preferirono ritirarsi per difesa verso Focșani. Con la resa delle truppe turche a sud anche la guarnigione di Chotyn si arrese nel settembre del 1788.